# Заливный менхэден
Заливный менхэден, или мексиканский менхэден (лат. Brevoortia patronus) — вид морских лучепёрых рыб из семейства сельдевых. Обитает в Мексиканском заливе — во Флоридском заливе, заливе Кампече, но также по неподтверждённым данным и в Карибском море.

## Описание
Рыбы длиной обычно 20—25 см. Тело нормально глубокое и сжатое, чешуйки живота видимые. Верхняя челюсть с хорошо видимой срединной выемкой. Брюшные плавники с округлым задним краем, внутренние и наружные плавниковые лучи (лепидотрихии) равные или почти равные. Предорсальные чешуйки изменённые. Число рядов латеральных (боковых) чешуек 42—48; эти чешуйки больше тех, которые расположены на спине и только в основании анального плавника чешуйки мелкие, меньше и более редкие, чем остальные. За жаберной крышкой находится крупное чёрное пятно, за которым, на боковой стороне тела, расположены ряды более мелких чёрных точек, иногда заходящие на брюшную и спинную части тела.

## Экология
Летом рыба встречается ближе к побережью, затем переправляются к более глубоким местам, к октябрю в районе дельты реки Миссисипи, хотя некоторые взрослые рыбы зимой отмечаются около побережья у берегов Флоридского залива. Питаются сбиваясь плотными косяками; в диету рыб входит планктон, который фильтруется рыбой из воды.
На рыбах отмечены следующие паразиты:
- Lernaeenicus radiatus (Le Sueur, 1824) (эктопаразит)[1];
- Naobranchia variabilis Brian, 1924 (эктопаразит)[1];
- Lernanthropus brevoortiae Rathbun, 1887 (эктопаразит)[1];
- Nothobomolochus teres (Wilson C.B., 1911) (эктопаразит)[1].

## Промысел
| Год                   | 2000  | 2001  | 2002  | 2003  | 2004  | 2005  | 2006  | 2007  | 2008  | 2009  | 2010  | 2011  |
| Мировые уловы, тыс. т | 591,4 | 528,5 | 582,5 | 522,2 | 464,1 | 389,9 | 408,9 | 456,6 | 420,7 | 454,8 | 438,6 | 623,4 |